# Beesoniella
Beesoniella is een geslacht van halfvleugeligen uit de familie Aphrophoridae. De wetenschappelijke naam van dit geslacht is voor het eerst geldig gepubliceerd in 1933 door Lallemand.

## Soorten
Het geslacht Beesoniella  is monotypisch en omvat slechts de volgende soort:
- Beesoniella sylvestris Lallemand, 1933